# Чукарово
Вижте пояснителната страница за други значения на Чукурово.
Чукарово е село в Южна България. То се намира в община Тополовград, област Хасково.

## География
Селото се намира се в северното подножие на Сакар планина, на около 10 км от гр. Тополовград. През него преминава река – Синаповска река (водосборна площ 871 km², дължина 55 км).
В землището на селото се намира пещерата Кара Кольови дупки. Тя е дълга 33 м.

## История
Основано е от Станимир Стайков през 1920 година, син на архитекта Янко Стайков. До 1934 година селото се е наричало Чукурово. 

## Религии
В Чукарово се изповядва християнство.

## Личности
- Петкана Захариева, народна певица от с. Чукарово, Ямболско.
- Енчо Манев, народен певец от с. Чукарово, Ямболско